# Гранада 74 (футбольный клуб, 1974)
«Клуб Полидепортиво Гранада 74» (исп. Club Polideportivo Granada 74) — футбольный клуб из города Гранада.

## История
Клуб был основан в 1974 году. В сезоне 1995/96 впервые выступил в Терсере. Выше неё не поднимался.
После покупки в 2007 году бизнесменом из Гранады представителя Сегунды «Сьюдад де Мурсия», тот переехал в Гранаду, и был переименован в «Гранада 74». Старая «Гранада 74» стала резервной командой.
В 2009 году из-за финансовых проблем обе команды прекратили выступление в профессиональных дивизионах.